# МакНері (округ, Теннессі)
Шаблон:StateAbbr_ 35°11′ пн. ш. 88°34′ зх. д. / 35.18° пн. ш. 88.56° зх. д.
Округ  МакНері (англ. McNairy County) — округ (графство) у штаті  Теннессі, США. Ідентифікатор округу 47109.

## Історія
Округ утворений 1823 року.

## Демографія
За даними перепису 2000 року загальне населення округу становило 24653 осіб, зокрема міського населення було 4032, а сільського — 20621. Серед мешканців округу чоловіків було 11958, а жінок — 12695. В окрузі було 9980 домогосподарств, 7133 родин, які мешкали в 11219 будинках. Середній розмір родини становив 2,89.
Віковий розподіл населення поданий у таблиці:
| Стать    | До 15 років | 15-21 | 22-29 | 30-39 | 40-49 | 50-65 | 65-85 | Понад 85 |
| -------- | ----------- | ----- | ----- | ----- | ----- | ----- | ----- | -------- |
| Чоловіки | 2467        | 1078  | 1193  | 1652  | 1704  | 2267  | 1456  | 141      |
| Жінки    | 2404        | 1033  | 1126  | 1704  | 1737  | 2358  | 1993  | 340      |

## Суміжні округи
- Честер — північ
- Гардін — схід
- Алкорн, Міссісіпі — південь
- Гардеман — захід

## Виноски
1. ↑  U.S. Decennial Census. United States Census Bureau. Архів оригіналу за 4 квітня 2018. Процитовано 9 квітня 2015.
2. ↑  Historical Census Browser. University of Virginia Library. Архів оригіналу за 11 серпня 2012. Процитовано 9 квітня 2015.
3. ↑  Forstall, Richard L., ред. (27 березня 1995). Population of Counties by Decennial Census: 1900 to 1990. United States Census Bureau. Архів оригіналу за 21 лютого 2015. Процитовано 9 квітня 2015.
4. ↑  Census 2000 PHC-T-4. Ranking Tables for Counties: 1990 and 2000 (PDF). United States Census Bureau. 2 квітня 2001. Архів оригіналу (PDF) за 18 грудня 2014. Процитовано 9 квітня 2015.
5. ↑  State & County QuickFacts. United States Census Bureau. Архів оригіналу за 7 червня 2011. Процитовано 6 грудня 2013.(англ.) Наведено за англійською вікіпедією.
6. ↑  American FactFinder. Бюро перепису населення США. Архів оригіналу за 26 лютого 2012. Процитовано 31 січня 2008.

| США | Це незавершена стаття з географії США. Ви можете допомогти проєкту, виправивши або дописавши її. |